# جناح ۵۳ شکاری (لوفت‌وافه)
جناح ۵۳ شکاری پیک آس (به آلمانی: Jagdgeschwader 53 Pik As - JG 53) یکی از جناح‌های شکاری لوفت‌وافه در جریان جنگ جهانی دوم بود که در سال ۱۹۳۹ ایجاد شد و در دوره‌های مختلف در جبهه‌های غربی، شرقی و مدیترانه به نبرد پرداخت و در نهایت جنگ را در دفاع از رایش به پایان رساند. مجموعاً ۳۴ تن از خلبانان این جناح در حین خدمت در آن نشان عالی صلیب شوالیه صلیب آهنین را دریافت کردند که به پنج تن از آن‌ها در ادامه برگ‌های بلوط صلیب شوالیه نیز اعطا شد. ورنر مولدرس، تک‌خال نامدار که بعدها نخستین فرد دارنده صلیب شوالیه صلیب آهنین با برگ‌های بلوط، شمشیرها و الماس‌ها شد، برای مدتی به عنوان فرمانده اسکادران و گروه در این جناح خدمت کرد.

## تشکیل
جناح ۵۳ شکاری در جریان بازساماندهی ساختار فرماندهی لوفت‌وافه، ماه مه سال ۱۹۳۹ از تغییر عنوان جناح ۱۳۳ شکاری پدید آمد. جناح ۱۳۳ شکاری خود حاصل از تغییرات در جناح ۳۳۴ شکاری در ماه نوامبر سال ۱۹۳۸ بود. سرهنگ دوم سرهنگ دوم ورنر یونک، با وجود این تحولات، همچنان در مقام فرماندهی جناح بود.
جناح ۵۳ شکاری در ابتدا دو گروه هوایی داشت و خود بخشی از یگان بزرگ‌تر ناوگان سوم هوایی لوفت‌وافه بود که در جنوب غربی آلمان عمل می‌کرد.
دو گروه ۱ و ۲ جناح از زمان جناح ۳۳۴ شکاری، در پایگاه‌های ویسبادن-اربنهایم و مانهایم-زانت‌هوفن بودند.
گروه ۳ جناح یک ماه پس از آغاز جنگ جهانی دوم تشکیل شد. برخلاف دو گروه دیگر که با نیروهایی از یگان‌های دیگر جناح‌ها تشکیل شده بودند، برای گروه از از نیروهای دو گروه دیگر خود جناح به عنوان هسته تشکیل استفاده شد. گروه ۳ هفته پایانی سپتامبر رسماً کار خود را آغاز کرد و در ویسبادن-اربنهایم مستقر شد. با آمدن گروه جدید، گروه ۱ به کیرشبرگ در هونسروک منتقل گردید.
مدتی پیش از شکل‌گیری جناح جدید، از زمستان ۱۹۳۹–۱۹۳۸ نخستین فروند از هواگردهای مدل ب‌اف ۱۰۹ایی دریافت شده بودند. پیش از این بیشتر هواگردها از مدل ب‌اف ۱۰۹ده بودند.
گروه جایگزینی
اسکادران جایگزینی جناح ۵۳ شکاری، به عنوان یکی از نخستین‌ها از نوع خود، اواخر ماه سپتامبر سال ۱۹۴۰ در فونتنه در فرانسه تشکیل شد. هدف از این یگان شبه‌عملیاتیِ آموزشی فراهم آوردن تجربه‌های عملی برای خلبانان تازه پیش از فرستادن آن‌ها به خط مقدم بود. نخستین فرمانده اسکادران جایگزینی سروان هوبرت کروک بود که پیش از این به عنوان فرمانده اسکادران ۴ جناح خدمت می‌کرد.
دو ماه بعد یک ستاد و یک اسکادران جایگزینی دیگر نیز پدید آمد. متعاقباً این یگان جدید «اسکادران ۱ جایگیری» (einsatz) و یگان اولیه «اسکادران ۲ دانشکده» (schule) نام گرفتند. خلبانان تازه ابتدا در اسکادران ۲ دانشکده قرار می‌گرفتند و سپس به اسکادران ۱ جایگیری منتقل می‌شدند تا تجربه عملیاتی کسب کنند.

## نشان
به نقل از خود او، سرهنگ کلاین، فرمانده جناح از اعضای آن پرسید که بهتر است که هر گروه و اسکادران نشان خود را داشته باشند یا همه جناح از یک نشان استفاده کند؟ تصمیم بر این شد که برای ارتقای حس «وفاداری و رفاقت» از تنها یک نشان برای کل جناح استفاده شود. نشان آس پیک بدین منظور انتخاب شد و بر دو طرف کاپوت موتور تمامی هواگردهای جناح نقش بست. تا پایان جنگ از همین نشان در جناح ۵۳ شکاری استفاده شد.

## تاریخچه عملیاتی

### جنگ تصنعی

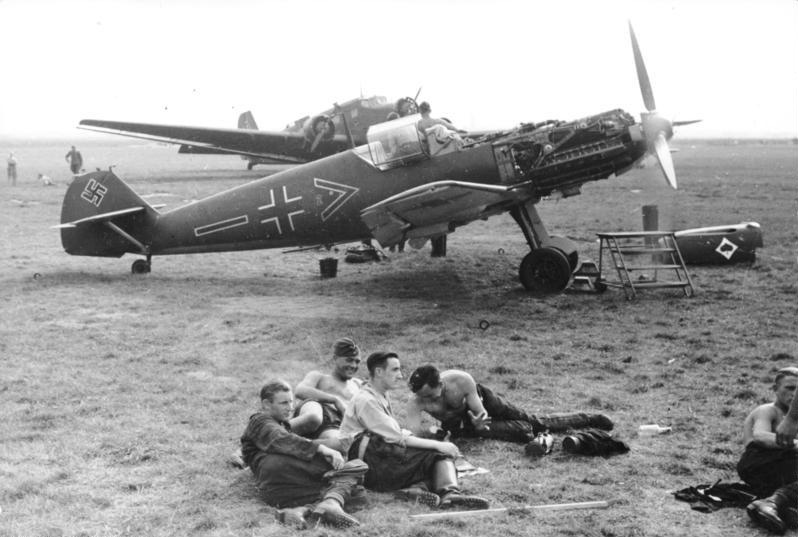
جبهه غربی، ۱۹۳۹

هنگامی که آلمان روز ۱ سپتامبر سال ۱۹۳۹ به لهستان حمله برد، جناح ۵۳ شکاری در حال دفاع از حریم هوایی بخش مرکزی مرزهای غربی در مقابل تهاجم احتمالی فرانسه به خاک آلمان بود. فرانسه و بریتانیا روز ۳ سپتامبر به آلمان اعلان جنگ دادند تا جناح ۵۳ شکاری در خط مقدم درگیری‌ها قرار گیرد. ناحیه عملیاتی جناح، در بخشی مهم از منظر راهبردی، از زاربروکن تا تری‌یر کشیده شده بود. مرز سه کشور آلمان، فرانسه و لوکزامبورگ در این قست به یکدیگر می‌رسید.
هشت ماه آغازین جنگ درگیری چندانی بین آلمان و دشمنانش در مرزهای غربی اتفاق نیفتاد. از این دوره با عنوان «جنگ تصنعی» (Sitzkrieg) یاد می‌شود. دشمنان اقدام قابل توجهی هم برای فرستادن بمب‌افکن به داخل خاک آلمان نکردند. با این وجود متفقین (فرانسه و بریتانیا) هواگردهای شناسایی خود را به شکل پرشماری برای تصویربرداری از نواحی صنعتی رور و استحکامات دفاعی اطراف آن بر فراز منطقه به پرواز درمی‌آوردند. سروان ورنر مولدرس، فرمانده اسکادران ۱ جناح روز ۸ سپتامبر درگیری ناموفقی با چند جنگنده فرانسوی هاوک اچ-۷۵اِی داشت که در جریان آن موتور هواگرد او دچار آسیب شد. مولدرس در راه بازگشت بود که موتور کاملاً از کار افتاد و مجبور به فرود اضطراری داخل یک علف‌زار شد. آسیب وارد آمده به خود او جدی نبود اما ۱۱ روز مانع از پرواز او شد.
دو پیروزی هوایی نخست خلبانان جناح ۵۳ شکاری در قسمت جنوبی ناحیه گشت‌زنی آن‌ها، در نزدیکی زاربروکن حاصل شد. در یک مورد یک جفت از هواگردهای ب‌اف ۱۰۹ایی اسکادران ۱ جناح نیم‌روز ۹ سپتامبر یک هواگرد تنهای فرانسوی از گونه بمب‌افکن-شناسایی بلوک ام‌ب ۱۳۱ را شمال شرقی زاربروکن مشاهده کردند. هواگرد فرانسوی به اشتباه یک بمب‌افکن بلنهیم بریتانیایی گزارش شد. هواگرد متخاصم بلافاصله سعی کرد با شیرجه رفتن به سمت خط مرزی بگریزد. یکی از هواگردهای جناح به خلبانی استوار دوم والتر گریملینگ خود را به آن رساند و از فاصله نزدیک آتش گشود. یکی از موتورهای هواگرد فرانسوی آتش گرفت. بمب‌افکن در حالت شیرجه با زاویهٔ زیاد، از مرز گذشت. از آن‌جایی که خلبانان جناح دستور داشتند وارد خاک فرانسه نشوند از تعقیب آن دست کشیدند. مشاهده‌گران زمینی آلمانی متعاقباً سقوط هواگرد را تأکید کردند. سه ساعت بعد ستوان دوم ویلهلم هوفمان از اسکادران ۳ جناح در همان منطقه یک هواگرد فرانسوی بلوک ام‌ب ۲۰۰ را سرنگون کرد. روز بعد اسکادران ۱ سه پیروزی‌هوایی دیگر رقم زد که همگی از گونه شناسایی فرانسوی آن‌ان‌اف له مورو ۱۱۳ بودند. خلبانان گروه ۱ روز ۱۷ سپتامبر یک جنگنده بلوک ام‌اس ۱۳۱ فرانسوی را هم بر فراز مورسباخ سرنگون کردند. این پیروزی مشترکا به نام سروان اریش میکس و ستوان دوم ویلفریت بالفانتس ثبت شد.
جناح روز ۱۹ سپتامبر با از دست دادن سرجوخه دیل از اسکادران ۳، نخستین تلفات رزمی خود را متحمل شد. کم‌وکیف این اتفاق معلوم نیست.
نخستین پیروزی گروه ۲ روز ۲۰ سپتامبر حاصل شد که در آن ستوان یکم هاینتس برتنوتس، فرمانده اسکادران ۶ حدود ساعت ۱۰ صبح یک بالون دیده‌بان فرانسوی را سرنگون کرد. فرانسوی در این روز یک بالون دیگر را هم به جناح ۵۳ شکاری از دست دادند. همان روز خلبانان اسکادران ۵ با ساقط کردن یک جفت بمب‌افکن «بلنهیم»، دو پیروزی دیگر هم برای گروه ۲ به ارمغان آوردند. خلبانان جناح در تشخص گونه هواگردها اشتباه کردند. در حقیقت دو هواگرد فِری بَتِل در حین ماموریت شناسایی سرنگون شده بودند. به هر صورت این نخستین مواجهه بین جناح ۵۳ شکاری و نیروی هوایی بریتانیا بود. در مقابل، یک جنگنده اچ-۷۵ای فرانسوی موجب سرنگونی هواگرد سرجوخه مارتین وینکلر از اسکادران ۳ شد. خلبان آلمانی جنگنده شعله‌ور خود را بر زمین نشاند اما خود به شدت مجروح شد که در نتیجه آن چهار روز بعد جان باخت.
تا اواخر ماه سپتامبر سال ۱۹۳۹ گروه ۱ چهار و گروه ۲ شش پرنده دشمن را از بین بردند. در همین مدت یک تلفات دیگر هم برای جناح به بار آمد که در آن گروهبان یکم هلگه از اسکادران ۶ گروه ۲ روز ۲۲ سپتامبر در درگیری با جنگنده‌های موران-سولنیه فرانسوی بر فراز برگتسابرن از دست رفت.
بزرگ‌ترین مجموعه درگیری‌های هوایی تا این زمان در جبهه غربی روز ۳۰ سپتامبر اتفاق افتاد. در آغاز این روز سروان گونتر فون مالتسان، فرمانده گروه ۲ اواخر صبح یک هواگرد شناسایی پوتز ۶۳ را بر فراز ناحیه زاربروکن سرنگون کرد. مدت کوتاهی بعد آرایشی از پنج هواگردهای فری بتل نیروی هوایی بریتانیا برای مأموریت شناسایی ارتفاع بلند در همان ناحیه از راه رسیدند. هشت جنگنده اسکادران ۲ جناح آن‌ها رهگیری و همگی را منهدم کردند. در آخرین مورد سرجوخه وورمهِلِر یکی از هواگردهای دشمن را تا حدود ۳۰ کیلومتری داخل خاک فرانسه تعقیب کرد. در دو درگیری دیگر در بعد از ظهر همان روز خلبانان اسکادران‌های ۳ و ۵ هفت هواگرد دیگر فرانسوی را سرنگون کردند تا مجموع پیروزی‌های جناح در این روز به ۱۳ مورد برسد. البته در جریان همین روز چهار خلبان جناح هم در درگیری با جنگنده‌های فرانسوی هاوک اچ-۷۵اِی کشته شدند و یک هواگرد آسیب‌دیده هم فرود سخت داشت.
هانس کلاین روز ۱ اکتبر سال ۱۹۳۹ جانشین سرهنگ دوم یونک در فرماندهی کل جناح شد. گروه ۳ جناح از روز ۱۰ اکتبر سال ۱۹۳۹ عملیاتی شد. فرماندهی این گروه بر عهده سروان ورنر مولدرس بود.
با فرا رسیدن زمستان ۱۹۴۰–۱۹۳۹ درگیری‌های هوایی هم در مرزهای غربی کاملاً فروکش کرد. گروه ۱ در کیرشبرگ از پایگاهی با سطح چمن‌زار عمل می‌کرد و گل‌آلود شدن ناحیه برای آن مشکل‌ساز شد. این گروه در تمامی طول ماه اکتبر هیچ پیروزی هوایی کسب نکرد. گروه ۲ در مانهایم وضعیت بهتری داشت اما آن هم در این ماه فقط دو بمب‌افکن بلنهیم را سرنگون کرد. هر دوی این پیروزی‌ها در روزهایی با شرایط آب‌وهوایی بهتر اتفاق افتاد. گروه ۳ روز ۳۰ اکتبر سال ۱۹۳۹ نخستین پیروزی خود را به دست آورد. در این مورد سروان مولدرس، فرمانده گروه در راس یک دسته از هواگردهای اسکادران ۹ یک بمب‌افکن بلنهیم را حین عملیات شناسایی در ناحیه بیتبورک-مرتسیش در شمال شرقی تری‌یر ساقط کرد.
ماه بعد عملکرد جناح مقداری بهتر بود و ۱۱ پیروزی هوایی نصیب آن شد. از این مقدار ۷ مورد مربوط به گروه۳ مولدرس بود. خلبانان گروه ۳ چهار مورد از پیروزی‌های خود را روز ۷ نوامبر با سرنگون کردن آرایشی از هواگردهای شناسایی فرانسوی پوتز در غرب زاربروکن رقم زدند.
ماه دسامبر سال ۱۹۳۹ هم شاهد فعالیت اندک و تنها دو پیروزی برای جناح ۵۳ شکاری بود. این پیروزی‌ها در نخستین درگیری جنگ بین جنگنده‌های آلمانی و بریتانیایی به دست آمد. در این مورد، روز ۲۲ دسامبر هواگردهای گروه ۳ دو هواگرد شناسایی دورنیه دو ۱۷ را از ارتفاع بالاتر در ۲۰ کیلومتری داخل خاک فرانسه در شمال شرقی متس پوشش می‌دادند که سه جنگنده دشمن را در ارتفاع بسیار پایین‌تر مشاهده کردند. مولدرس، فرمانده گروه و ستوان دوم هانس فون هان، فرمانده اسکادران ۸ هر یک یکی از هواگردهای دشمن را سرنگون کردند. مولدرس می‌پنداشت با جنگنده‌های موران-سولنیه فرانسوی مواجه شده است؛ درحالی‌که در حقیقت دو جنگنده هاریکن بریتانیایی سرنگون شدند. گروه ۳ نهایتاً همین ماه دسامبر به پایگاه دارمشتات-گریسهایم منتقل شد که فاصله تقریباً یکسانی با ویسبادن و مانهایم داشت.
در پایان سال ۱۹۳۹ گروه ۱ مجموعا ۳۰ پیروزی و گروه ۲ مجموعا ۱۵ پیروزی در کارنامه عملکردی خود داشتند.
جناح ۵۳ شکاری تا این زمان مستقیماً تحت امر منطقه هوایی شماره ۱۲ با ماموریت‌های صرفاً دفاعی بود. این جناح روز ۱۹ دسامبر سال ۱۹۳۹ بخشی از ناوگان سوم هوایی لوفت‌وافه شد. این در جریان آماده‌سازی برای تهاجم برنامه‌ریزی‌شده به فرانسه برای سال بعد بود. در این قالب دوره کوتاه فرماندهی سرهنگ کلاین روز ۲۱ دسامبر بر جناح ۵۳ شکاری به پایان رسید و او به عنوان فرمانده نیروی جنگنده‌های ناوگان سوم هوایی منصوب شد. سرگرد هانس-یورگن فون کرامون-تاوبادل، فرمانده پیشین گروه ۱ جناح ۵۴ شکاری، روز ۱ ژانویه سال ۱۹۴۰ به عنوان فرمانده جدید جناح ۵۳ شکاری برگزیده شد.
دو ماه زمستانی آغازین سال ۱۹۴۰ هم برای جناح بی‌رونق بود. تنها پیروزی این مدت را ستوان دوم والتر رادلیک از ستاد گروه ۳ با سرنگون کردن یک هواگرد فرانسوی ام.اس. ۴۰۶ در روز ۱۰ ژانویه در جنوب پرل، نزدیکی محل تلاقی مرزهای سه‌گانه، به دست آورد.
از ماه مارس سال ۱۹۴۰ فعالیت‌های هوایی در منطقه عملیاتی جناح دوباره افزایش یافت. تا پایان این ماه گروه ۳ نه مورد دیگر به پیروزی‌های خود افزود که سه مورد از آن مربوط به مولدرس بود. تمامی پیروزی‌های هوایی ماه مارس گروه ۲ در عرض ۱۰ دقیقه در روز پایانی آن حاصل شد. بعد از ظهر این روز بیست جنگنده این گروه به آرایش نامنظمی از جنگنده‌های فرانسوی ام.اس. ۴۰۶ در جنوب غربی سارگمین حمله و شش فروند از یازده فروند آن‌ها را منهدم کردند.
ماه آوریل سال ۱۹۴۰ آماده‌سازی برای حمله فرانسه رو به پایان بود. نخستین فروند از هواگردهای قدرتمندتر مدل ب‌اف ۱۰۹ایی-۴ تحویل جناح شد. گروه ۳ جناح ۵۲ شکاری به فرماندهی سرگرد وولف-هاینریش فون هووالت، که به تازگی تشکیل شده بود، به شکل موقت به عنوان چهارمین گروه به جناح ۵۳ شکاری پیوست و آن را تقویت کرد. این گروه روز ۶ آوریل در پایگاه مانهایم-زانت‌هوفن در گنار گروه ۲ مستقر شد.
گروهبان یکم اروین وایس از اسکادران ۴ احتمالاً نخستین خلبان جناح ۵۳ شکاری بود که در درگیری با جنگنده‌های نیروی هوایی بریتانیا روز ۷ آوریل سال ۱۹۴۰ کشته شد. هواگرد ب‌اف ۱۰۹ای-۱ او در ۱۰ کیلومتری جنوب شرقی دیدنهوفن سقوط کرد. تا پیش از این پنج خلبان دیگر جناح قربانی جنگنده‌های فرانسوی شده بودند.
هواگرد بریتانیایی هاریکنی که گروهبان یکم فرانتس گاولیک، هم‌بال مولدرس در گروه ۳، در روز ۲۳ آوریل سال ۱۹۴۰ در نزدیکی مرز سه‌گانه سرنگون کرد را می‌توان آخرین پیروزی هوایی جناح ۵۳ شکاری در جریان «جنگ تصنعی» دانست. از زمان اعلان جنگ بریتانیا و فرانسه در روز ۳ سپتامبر سال ۱۹۳۹ تا بدین هنگام جناح ۵۳ شکاری ۷۳ هواگرد دشمن را منهدم کرده بود. در مقابل خود دوازده تن از خلبانانش از دست داده بود که هفت مورد در هنگام رزم و پنج مورد در اثر سانحه بود.

### نبرد فرانسه
مورد زرد
تهاجم آلمان به فرانسه و کشورهای سفلی از روز ۱۰ مه سال ۱۹۴۰ آغاز و بالاخره درگیری‌های زمینی شدیدی در جبهه غربی به پا شد. در ابتدا فعلاً تمرکز تهاجم به شکل ایذایی بر مناطق شمالی در هلند و بلژیک بود. خلبانان جناح ۵۳ شکاری در این مدت منطقه مرزی زارلانت را گشت‌زنی می‌کردند یا بمب‌افکن‌هایی را که به پشت خط ماژینو می‌رفتند را پوشش می‌دادند. به هر صورت در چهار نخست اتفاق خاصی برای نیفتاد.
گذر غافلگیر کننده نیروهای زرهی آلمان از جنگل‌های آردن در قالب طرح عملیاتی مورد زرد در نهایت به وقوع پیوست. هنگامی که این نیرو روز ۱۴ مه قصد عبور از رود موز را داشت در ناحیه سدان زیر حملات بمب‌افکن‌های متفقین قرار گرفت. جناح ۵۳ شکاری یکی از یگان‌هایی بود که برای این حرکت پوشش هوایی تأمین می‌کرد. گروه ۱ که مجدداً به کیرشبرگ بازگشته بود، موفق‌ترین در این روز در جناح بود. این گروه ظهرگاه شش جنگنده بلوک فرانسوی را در جنوب سدان سرنگون کرد. بعد از ظهر که موقع شدت حملات متفقین بود، گروه ۱ توانست در عرض ۳۵ دقیقه ۲۰ بمب‌افکن بتل و بلنهیم و چند جنگنده هاریکن دشمن را نابود کند. بیشتر این مقدار، یعنی ۱۵ مورد، صرفاً نصیب اسکادران ۱ و از آن هم ۵ مورد تنها از آن ستوان یکم هانس-کارل مایر، فرمانده این اسکادران بود. این اسکادران مأموریت جست‌وجو در ناحیه غرب رود موز را داشت. عصرگاه همان روز اسکادران ۳ به فرماندهی ستوان یکم ولفگانگ لیپرت، سه بمب‌افکن بلنهیم بریتانیایی و چهار بمب‌افکن ولینگتون فرانسوی را سرنگون ساخت. ضمن این پیروزی‌ها، گروه ۱ متحمل دو تلفات شد که یکی از آن‌ها استوار دوم والتر گریملینگ بود که نخستین پیروزی جنگ را برای جناح کسب کرده بود. دو گروه دیگر جناح عملکرد پایین‌تری در ناحیه سدان داشتند. گروه ۲ درگیری حاشیه‌ای داشت و مدعی سرنگونی سه جنگنده فرانسوی شد که هیچ‌یک تأیید نشد. به همین شکل سه مورد از هفت پیروزی هوایی گروه ۳ هم تأیید نشدند.
جناح ۵۳ شکاری تأثیر قابل ملاحظه‌ای در عبور قوای زرهی از گذرگاه سدان داشت؛ با این وجود در ادامه حرکت به سمت ساحل کانال مانش آن‌ها را همراهی نکرد. این جناح مابقی ماه مه را در ناحیه لوکزامبورگ-سدان بود و ماموریت‌های گشت‌زنی و پوشش بمب‌افکن‌ها را اجرا می‌کرد. این بار گروه ۳ وضعیت بسیار بهتری نسبت به دو گروه دیگر داشت. این گروه در نیمه دوم ماه ۵۰ هواگرد اغلب فرانسوی را سرنگون کرد. البته این پیروزی‌ها تماماً یک‌طرفه نبود و روز ۱۸ مه هواگرد ستوان یکم وولف-دیتریش ویلکه، فرمانده اسکادران ۷ خود در غرب لاو ساقط شد و او که با چرت بیرون پریده بود، به اسارت فرانسوی‌ها درآمد.
سروان مولدرس، فرمانده گروه ۳ با کسب دو پیروزی هوایی در روز ۲۷ مه سال ۱۹۴۰ مجموع پیروزی‌های خود را به بیست مورد رساند و به عنوان نخستین فرد از لوفت‌وافه، روز ۲۹ مه مفتخر به دریافت نشان عالی صلیب شوالیه صلیب آهنین از شخص فیلدمارشال هرمان گورینگ، فرمانده کل لوفت‌وافه گردید.
مورد قرمز
پس از رسیدن نیروهای آلمانی به ساحل کانال مانش و محاصره و انهدام بخشی از نیروهای متفقین در شمال شرقی فرانسه، مرحله نخست کارزار به پایان رسید. در مرحله دوم موسوم به «مورد قرمز» آلمانی‌ها قصد تسخیر مابقی فرانسه را داشتند. پیش از آغاز این مرحله، لوفت‌وافه روز ۳ ژوئن سال ۱۹۴۰ مجموعه‌ای بمباران‌های راهبردی بزرگ موسوم به «عملیات پائولا» به اجرا درآورد که پایگاه‌های هوایی، کارخانه‌های تولید هواگرد و اهداف مشابه دیگر را ناحیه پاریس هدف گرفت.
هر سه گروه جناح ۵۳ شکاری در عملیات پائولا مشارکت داشتند و بمب‌افکن‌ها را پوشش می‌دادند و تا نواحی جنوب پاریس گشت‌زنی می‌کردند. در جریان عملیات ۱۴ پیروزی هوایی برای جناح حاصل شد که دو مورد از آن مربوط به مولدرس بود. در این روز خلبان جناح هم از دست رفتند که یکی با آتش ضدهوایی و دیگر در درگیری‌ها با جنگنده‌های فرانسوی بودند.
مورد قرمز از روز ۵ ژوئن آغاز شد. با این حال در جناح چپ تهاجم که گروه زرهی گودریان قرار داشت و جناح ۵۳ شکاری آن را پوشش می‌داد، آغاز حرکت برای روز ۹ ژوئن برنامه‌ریزی شده بود. در این چهار روز هواگردهای جناح نواحی جنوب رود ان را گشت آزاد می‌زدند. دشمن در این مدت آن‌جا فعالیت هوایی نسبتاً کمی داشت. با این وجود سروان مولدرس، فرمانده گروه ۳ همان روز ۵ ژوئن، دقیقاً یک هفته پس از دریافت نشان صلیب شوالیه، مورد حمله جنگنده‌های فرانسوی قرار گرفت و در ۶۰ کیلومتری عمق اراضی زیر سلطه دشمن مفقودالاثر شد. بعداً مشخص شد به اسارت درآمده است. مولدرس پس از پایان کارزار از اسارت آزاد و به فرماندهی جناح ۵۱ شکاری برگزیده شد.
نیروهای زرهی گودریان حرکت خود را از ۹ ژوئن آغاز کردند. جناح ۵۳ شکاری موظف پیشروی این نیرو به سمت جنوب را پوشش دهد. همان روز گروه‌های ۱ و ۳ هر کدام سه جنگنده فرانسوی را در ناحیه رتل-رن سرنگون کردند. گروه بخت‌آوری کمتری داشت. ستوان یکم اتو بونر، افسر فنی این گروه در درگیری نزدیک با دشمن مجبور به بیرون پریدن از هواگرد آسیب‌دیده خود شد و به اسارت درآمد. این آخرین تلفات جناح در کل کارزار فرانسه بود.
در ۴۸ ساعت بعدی گروه ۳، به فرماندهی موقت سروان رولف پینگل، ده جنگنده دیگر فرانسوی را در جنوب اِن از بین برد. این‌ها واپسین پیروزی‌های هوایی جناح ۵۳ شکاری در کارزار غرب بودند. خلبانان جناح در دو هفته پایانی کارزار فعالیت کمی داشتند.
گروه ۳ جناح روز ۲۰ ژوئن موظف به ایجاد چتر پوششی بر فراز جنگل کمپینی شد که در آن نمایندگان آلمان و فرانسه مذاکرات آتش‌بس را انجام می‌دادند. روزی که پیمان آتش‌بس در ۲۲ ژوئن به امضا رسید، یگان‌های جناح ۵۳ شکاری دستور گرفتند پایگاه‌های خود را در طول رود مارن در شرق پاریس تخلیه کنند و بروتانی در غرب فرانسه بروند.

### نبرد بریتانیا
در بروتانی ستاد و گروه‌های ۱ و ۲ جناح ۵۳ شکاری در رن و گروه ۲ آن در دینان مستقر شدند. مسئولیت جنگنده‌های جناح محافظت از کرانه‌های شمال غربی فرانسه بود. این قسمت با عرض حدود ۱۵۰ کیلومتر پهن‌ترین جای کانال مانش بود و به اقیانوس اطلس منتهی می‌شد.
جناح ۵۳ شکاری در مراحل آغازین نبرد بریتانیا، تهاجم هوایی لوفت‌وافه به جزیره بریتانیا، نقش حاشیه‌ای داشت و چندان درگیر بخشی اصلی عملیات نشد. در این مدت ۱۲۰ جنگنده ب‌اف ۱۰۹ایی جناح تمامی ماه ژوئیه سال ۱۹۴۰ را بدون اتفاق از ناحیه مربوط به خود مراقبت کردند. با توجه به تمرکز درگیری‌ها در نواحی دیگر، هیچ حمله هوایی از جانب دشمن در این قسمت اتفاق نیفتاد. جنگنده‌های جناح با برد کوتاه عملیاتی خود نمی‌توانستند از پایگاه‌هایشان در بروتانی به شکل مؤثری به خاک انگلستان برسند.
در نهایت موعد نقش آفرینی جناح ۵۳ شکاری نیز در نبرد بریتانیا فرا رسید. این جناح هفته دوم ماه اوت سال ۱۹۴۰ از رن و دینان به پایگاه‌های هوایی در جزایر مانش و اطراف شربورگ در نوک شبه‌جزیره کوتانتن منتقل شد تا سورتی‌های فرا کانال انجام دهد. جنگنده‌های جناح از این‌جا هم باز نمی‌توانستند تا عمق زیادی وارد خاک دشمن شوند. بدین شکل بیشتر رزم هوایی برای خلبانان آن در دو هفته بعدی محدود به کمربند ساحلی دورست و آب‌های اطراف جزیره وایت بود.
تقریباً از این زمان بود که بر اساس دستورِ اواخر ماه ژوئیه، یک نوار قرمز رنگ روی پوسته موتور همه هواگردهای جناح کشیده شد که نشان یکتای آس پیک را محو می‌کرد. هدف از این کار این بود که با توجه به آشنایی کامل نیروی هوایی بریتانیا با نشان آس پیک جناح ۵۳ شکاری، دشمن به این تصور بیفتند که لوفت‌وافه یک جناح شکاری کاملاً جدید را در این جبهه وارد میدان کرده است. البته برخی هم دلیل اصلی این کار را از نظر افتادن سرهنگ دوم فون کرامون، فرمانده جناح نزد سطوح بالاتر فرماندهی دانسته‌اند که آس پیک به او نسبت داده می‌شد. به هر شکل پس از رفتن فون کرامون از جناح ۵۳ شکاری، نشان پیک آس دوباره در آن احیا شد.
هنگامی که کاروان دریایی سی‌دبلیو ۹ بریتانیا در حال گذر از کانال مانش روز ۸ اوت زیر حملات هوایی و دریایی آلمانی‌ها قرار گرفت، نخستین تقابل بین جناح ۵۳ شکاری و جنگنده‌های مدافع بریتانیایی به وقوع پیوست. در این روز گروه ۲ جناح با عمل از جزیره گرنزی، هواگردهای یو ۸۷ اشتوکا گروه ۲ جناح ۷۷ بمب‌افکن شیرجه‌ای را پوشش می‌داد. جنگنده‌های آلمانی با چهار اسکادران جنگنده حفاظتی کاروان درگیر شدند و یک هاریکن و دو اسپیت‌فایر را سرنگون کردند و بدون تلفات به پایگاه بازگشتند. این نخستین پیروزی جناح پس از نزدیک به دو ماه بود. در نتیجه حمله به کاروان بریتانیایی در این موقعیت چهار کشتی غرق شد و به هفت کشتی دیگر آسیب وارد آمد.
هوای بسیار ابری در دور روز بعدی امکان عملیات را محدود کرد. در نهایت روز ۱۱ اوت لوفت‌وافه بزرگ‌ترین حمله هوایی خود علیه بریتانیا را به اجرا گذاشت که در آن نیرویی ترکیبی از بمب‌افکن‌های یو ۸۸ و هائی ۱۱۱ به پایگاه دریایی پورتلند بورش بردند. هر سه گروه جناح ۵۳ شکاری وظیفه پوشش این نیروی تهاجمی را داشتند. خلبانان جناح هشت جنگنده اسپیت‌فایر را سرنگون کردند و باز هم خود تلفاتی نخوردند. از این میزان پنج مورد برای گروه ۳ بود که سه مورد از آن‌ها را هم سروان هارو هاردر، فرمانده جدید گروه مسبب بود. بعد از ظهر همان روز ستوان دوم اریش بودِندیک از اسکادران ۳ با تعقیب و سرنگون کردن یک بمب‌افکن بلنهیم در نزدیکی ساحل فرانسه در حدود دینان که ظاهراً برای شناسایی آن‌جا آمده بود، نهمین پیروزی این روز جناح را رقم زد.
هر سه گروه جناح روز ۱۲ اوت مجموعه‌ای از گشت‌زنی‌های آزاد را در حوالی جزیره وایت داشتند. گروه ۱ و ۳ هر یک چهار پیروزی بر جنگنده‌های دشمن کسب کردند. در این موقعیت نخستین تلفات جناح ۵۳ شکاری در نبرد بریتانیا اتفاق افتاد. سروان هارو هاردر، فرمانده جناح ۳ پس از گزارش سرنگون کردن دو هاریکن، خود جایی در نزدیکی ساحل دورست سرنگون شد و به درون دریا افتاد. سروان وولف-دیتریش ویلکه، فرمانده اسکادران ۷ بلافاصله جایگزین هاردر شد. چند ساعت بعد نزدیک خود ویلکه هم از دست برود. بعد از ظهر همان روز هواگرد ویلکه در یک نوبت پروازی در قسمت موتور دچار مشکل شد و او را وادار به بیرون پریدن بر فراز کانال مانش کرد. به هر صورت مدتی بعد در آسمان مهتابی عصر یک قایق پرنده نجات هوایی-دریایی آلمانی در جست‌وجوی او موفق به یافتن و گرفتنش از آب شد.
در کنفرانسی در ۱۹ اوت تصمیم بر این شد که به جای عمل در تمامی طول کانال مانش، بیشتر تمرکز لوفت‌وافه بر جنوب شرقی انگلستان و مناطق اطراف لندن باشد. به منظور تأمین قدرتمندترین حفاظت از ناوگان بمب‌افکن‌های تخصیص‌یافته بدین جهت، تقریباً همه گروه‌های جنگنده ب‌اف ۱۰۹ که در قالب ناوگان سوم هوایی در شمال غربی فرانسه مستقر بودند، به ناحیه پا-دو-کاله منتقل شدند و تحت امر ناوگان دوم هوایی قرار گرفتند.
جناح ۵۳ شکاری هم در این فرایند بود و چند پایگاه هوایی در طول ساحل در جنوب دماغه گری-نه به گروه‌های آن تعلق گرفت. هر سه گروه تا آخرین لحظات پیش از انتقال فعالیت رزمی داشتند و پروازهایی به جنوب انگلستان انجام می‌دادند. هجده پیروزی هوایی در سه روز پیش از حرکت عاید خلبانان جناح شد. نخست ستاد جناح روز ۲۳ اوت به اتاپل رفت. گروه ۳ یک روز بعد به لو توکه فرستاده شد. گروه‌های ۱ و۲ هم روز ۲۸ اوت بروتانی را ترک کردند و به ترتیب در نوویل و سُمپی جای گرفتند.
جناح ۵۳ شکاری در پا-دو-کاله دیگر مشغول پروازهای طولانی روی آبی و گشت‌زنی آزاد در نزدیکی جزیره وایت نبود. وظیفه اصلی آن زین پس حافظت از آرایش‌های بزرگ بمب‌افکن‌هایی بود که به اهدافی در جنوب شرقی انگلستان حمله می‌کردند. با وجود دستور اکید مبنی بر پوشش نزدیک بمب‌افکن‌ها و فاصله نگرفتن از آن‌ها، خلبانان جناح ۵۳ شکاری همچنان نرخ پیروزی به تلفات بسیار بالایی داشتند. هفته نخست سپتامبر حدود ۳۰ هواگرد بریتانیایی منهدم شد و در مقابل ۱۱ خلبان جناح کشته، مفقود یا اسیر شدند.
به هر صورت پس از آن که لوفت‌وافه تمامی تمرکز خود را از روز ۷ سپتامبر بر لندن نهاد تلفات جناح ۵۳ شکاری هم افزایش یافت. تا پایان این ماه پنج تن از نه فرمانده اسکادران‌های جناح، شامل فرماندهان هر سه اسکادران گروه ۳، کشته شدند.
حملات هوایی لوفت‌وافه علیه اهداف خود در خاک انگلستان یک طرفه نبود و نیروی هوایی بریتانیا هم بمب‌افکن‌هایی راهی مناطق تحت سلطه آلمانی‌ها می‌کرد. در یک مورد گروه ۳ حین بازگشت از یک مأموریت حفاظتی از لندن، عصرگاه روز ۱۱ سپتامبر با آرایشی از بمب‌افکن‌های بریتانیایی برخورد کرد ظاهراً به سمت کاله می‌رفتند. سروان ویلکه، فرمانده گروه و دو تن دیگر از خلبانان او هر یک یکی از هواگردهای مهاجم را سرنگون کردند. این گروه دو هواگرد بلنهیم ۴اف را نیز بر فراز کاله از بین برد.
روز ۱۵ سپتامبر آخرین حمله هوایی بزرگ لوفت‌وافه علیه لندن در روشنایی روز صورت گرفت. این عملیات دو مرحله داشت که هر سه گروه جناح ۵۳ شکاری در آن حاضر بودند. در حالتی نامعمول، گروه ۲ با وجود درگیر شدن با جنگنده‌های بریتانیایی، هیچ پیروزی به‌دست نیاورد و هیچ تلفاتی هم نخورد. در این حال گروه ۱ در بخش نخست عملیات در پیش از ظهر، توانست ۹ جنگنده دشمن را سرنگون کند و در بخش دوم هم در بعد از ظهر به چند جنگنده دیگر آسیب بزند. البته این پیروزی‌ها به قیمت از دست رفتن ۶ خلبان گروه به دست آمد که سه تن کشته و سه تن دیگر اسیر شدند. گروه ۳ موفق‌ترین در این روز بود و ساقط کردن ۱۱ پرنده دشمن را به نام خود ثبت کرد. دو جنگنده این گروه از دست رفت که یکی درون کانال مانش سقوط کرد و دیگری فرود سختی در فرانسه داشت. خلبان هر دو بدون آسیب زنده ماندند. با وجود همه این‌ها عملیات لوفت‌وافه در روز ۱۵ سپتامبر به صورت کلی یک ناکامی بود و شروعی بر پایان نبرد بریتانیا شد. پیروزی در این نبرد پیش‌نیازی برای عملیات آبی-خاکی زی‌لووه برای حمله به خاک بریتانیا بود که شکست در آن سبب معلق شدن اجرای عملیات تا اطلاع ثانوی شد.
خلبانان جناح ۵۳ شکاری در نیمه دوم ماه سپتامبر سال ۱۹۴۰ سرنگونی ۳۶ جنگنده بریتانیایی را در کارنامه خود ثبت کردند. در این حال تنها یک تن از خود آن‌ها کشته، دو نفر مفقود و چهار نفر اسیر شدند. در میان این پیروزی‌ها، نخستین مورد برای ستاد جناح از آغاز جنگ حاصل گردید که در آن سرهنگ دوم فون کرامون، فرمانده جناح روز ۲۷ سپتامبر یک جنگنده هاریکن را در جنوب آشفورد در کنت سرنگون کرد.
سه روز بعد، ۳۰ سپتامبر سال ۱۹۴۰، فون کرامون مقام فرماندهی جناح ۵۳ شکاری را به سرگرد گونتر فون مالتسان، فرمانده پیشین گروه ۲ جناح سپرد و خود به یک جایگاه ستادی منتقل شد. سروان هاینتس برتنونتس، فرمانده اسکادران ۶ جناح و بهترین خلبان گروه ۲ از نظر تعداد پیروزی‌ها با ۱۷ مورد، به نوبه خود به فرماندهی گروه ۲ برگزیده شد.
از اوایل ماه اکتبر حملات هوایی بمب‌افکن‌های لوفت‌وافه به انگلستان رفته‌رفته بیشتر در تاریکی شب انجام می‌گرفت. برای حفظ صورتی از حملات در روشنایی روز به دستور فرماندهی عالی لوفت‌وافه یک سوم از تمامی جنگنده‌های آلمانی می‌بایست به گونه جنگنده-بمب‌افکن تبدیل می‌شدند. بدین ترتیب یک اسکادران از هر گروه جناح ۵۳ شکاری بدین منظور انتخاب شدند. این‌ها اسکادران‌های ۳، ۴ و ۸ جناح بودند.
بدین شکل جنگنده‌های جناح ۵۳ شکاری روزهای پایانی نبرد بریتانیا مسئول تأمین پوشش برای سه اسکادران جنگنده-بمب‌افکن خود و همچنین جنگنده بمب‌افکن‌های گروه ۲ از جناح ۲ لی‌یِر شدند. پیروزی‌های جناح از این نقش‌ها هم، هر چند کمتر از گذشته، ادامه داشت. در طول ماه اکتبر ۲۵ پیروزی هوایی دیگر هم به‌شمار پیروزی‌های پیشین جناح افزوده شد. با این حال تلفات خود جناح نسبت بالاتری نسبت به قبل پیدا کرد. در همین مدت شش خلبان جناح کشته، دو خلبان مفقود و شش خلبان دیگر اسیر شدند. بیشترین تلفات به اسکادران‌های جنگنده-بمب‌افکن وارد شد و هر سه فرماندهان خود را از دست دادند. یکی از عوامل احتمالی این مسئله آموزش‌های نسبت اندکی بود که خلبانان این یگان‌ها برای نقش جنگنده-بمب‌افکن دیده بودند. آن‌ها می‌بایست در حین کار با تکنیک‌های ویژه این نقش جدید آشنا می‌شدند. سروان هانس-کارل مایر، فرمانده گروه ۱ جناح هم یکی از کسانی بود که در این ماه از دست رفت. او با ۲۲ پیروزی هوایی بهترین خلبان جناح و همچنین در این زمان تنها دارنده نشان عالی صلیب شوالیه در آن بود. در این حادثه او روز ۱۷ اکتبر در میانه عملیات در اثر آسیب‌دیدن موتور هواگرد وادار به بازگشت به پایگاه در لو توکه شد. مایر بلافاصله دستور به آماده کردن هواگرد دیگری داد؛ با این حال تنها هواگرد موجود یک فروند از مدل جدید ب‌اف ۱۰۹ایی-۷ بود که هنوز تسلیح و تجهیزات رادیویی آن تنظیم نشده بود. به هر حال با همین هواگرد، با عنوان «پرواز آزمایشی» به هوا برخاست تا به کمک خلبانان خود برود که بدون رهبر در شرق لندن به شدت درگیر رزم بودند. پس از آن که مایر پایگاه را ترک کرد دیگر هیچ اثری از نشد. اطلاع دقیقی از سرنوشت او در دست نیست. یک گزارش از سرنگون شدن هواگرد او توسط یک جنگنده اسپیت‌فایر بر فراز پای‌رود تیمز آمده است. به هر حال ده روز بعد دریا جسد او را به ساحل دانجنس در جنوب شرقی انگلستان آورد.
در مدتی که مایر مفقود بود، ستوان یکم ایگناتس پرستله، فرمانده اسکادران ۲ جناح، موقتاً گروه ۱ را هدایت می‌کرد؛ تا این که سروان هانس-هاینریش بروستِلینگ از گروه ۱ جناح ۵۱ شکاری، رسماً جایگزین مایر شد.
سروان هاینتس برتنونتس، فرمانده گروه ۲ بعد از ظهر روز ۲۰ اکتبر سال ۱۹۴۰ با سرنگون کردن یک جنگنده هاریکن شمار پیروزی‌های هوایی خود را به ۲۰ مورد رساند و دو روز بعد، به عنوان سومین فرد در جناح ۵۳ شکاری، نشان عالی صلیب شوالیه را دریافت کرد.
تعداد بالای دو یا سه نوبت پروازی هر یک از جنگنده‌های جناح هر روز در این مدت فرسودگی فنی زیادی در آن‌ها ایجاد کرد. بدین شکل در آغاز ماه نوامبر جناح با کمتر از نیمی از توان سازمانی خود عمل می‌کرد و در طی این ماه وضعیت آن از این نظر بدتر شد. در این شرایط با فرا رسیدن زمستان فعالیت جناح به شدت کاهش یافت. گروه ۱ از ۱۷ اکتبر تا پایان ماه نوامبر هیچ پیروزی حاصل نکرد. گروه ۳ در طول ماه نوامبر سه هواگرد نیروی هوایی بریتانیا را سرنگون گرد و خود به همین میزان خسارت دید. گروه ۲ عملکردی اندکی بهتر داشت و روز ۱۸ نوامبر شش پیروزی هوایی کسب نمود و البته خود پنج تن از خلبانانش را از دست داد.
آخرین پیروزی هوایی جناح ۵۳ شکاری در سال ۱۹۴۰ روز ۱ دسامبر عاید شد که مربوط به سرگرد گونتر فون مالتسان، فرمانده جناح بود و مجموع پیروزی‌های هوایی او را از ابتدای جنگ به ۱۲ مورد رساند. فون مالتسان، در شرایطی نامعمول، با کسب یک پیروزی هوایی دیگر، همین ماه، به عنوان چهارمین فرد در جناح، نشان صلیب شوالیه را دریافت کرد. به هر صورت نحوه فرماندهی جناح توسط او هم در این تصمیم مؤثر بود. روز بعد، ۲ دسامبر، آخرین تلفات جناح نیز اتفاق افتاد که در آن ستوان دوم فیشر از اسکادران ۱ پس در درگیری با جنگنده‌های اسپیت‌فایر در نزدیکی دانجنس مفقود شد.
یک هفته پیش از روز کریسمس سال ۱۹۴۰ جناح ۵۳ شکاری برای استراحت و بازسازی به آلمان بازگشت و در سه ماه آینده در منطقه حوالی کلن مستقر بود. در این مدت هواگردهای آن به مدل جدیدتر ب‌اف ۱۰۹اف تبدیل شدند.

### بازگشت به کانال مانش
جناح ۵۳ شکاری در طول ماه مارس و اوایل ماه آوریل سال ۱۹۴۱ به سواحل شمالی فرانسه بازگشت. هر سه گروه آن عمل علیه نیروی هوایی بریتانیا را از سر گرفتند. در این زمان دیگر خبری از آماده‌سازی برای تهاجم آبی-خاکی به انگلستان نبود. جنگنده‌های جناح مشغول گشت‌زنی‌های آزاد بی‌برنامه و پوشش حملات محدود جنگنده-بمب‌افکن‌های لوفت‌وافه به اهدافی در سواحل جنوبی انگلستان، بودند. به هر صورت این عملیات‌ها موفق چندانی حاصل نکرد. گروه ۱ تا پایان ماه مه تنها یک پیروزی کسب کرد. گروه ۳ اندکی بهتر بود و پنج پیروزی تأیید شده داشت که همه آن‌ها در ماه مه و بر فراز تنگه داوِر بود. تنها گروه ۲ بود که توانست شمار پیروزی‌هایش را دو رقمی کند. این گروه تا پایان ماه مه ۱۶ پیروی داشت که سروان برتنوتس، فرمانده گروه و گروهبان یکم یوزف وورمهِلِر، گیرنده آینده نشان صلیب شوالیه، هر یک پنج مورد از آن‌ها را رقم زدند.
عملکرد جناح ۵۳ شکاری در فصل بهار سال ۱۹۴۱ با انهدام ۲۵ هواگرد دشمن شاید خیلی خوب نبود اما مقدار تلفات وارد آمده به جناح در این مدت شامل بک کشته، یک اسیر و چهار زخمی، در نسبت با آن بسیار چشم‌گیر بود. همین میزان تلفات هم اغلب نتیجه حوادث بود تا این که دشمن سبب آن شده باشد. جنگنده‌های جناح ۵۲ شکاری روز ۱۵ آوریل به خیال این که در جنوب انگلستان هستند پایگاه گروه ۲ جناح ۵۳ شکاری را در سن اومر مورد حمله قرار دادند. در این حادثه دو نفر از اعضای اسکادران ۴ جناح، از جمله ستوان یکم کورت لیدکه، فرمانده اسکادران، زخمی شدند. همین دو نفر نیمی از همان «چهار زخمی» جناح در طول فصل بهار بودند.

### عملیات بارباروسا
جناح ۵۳ شکاری در جریان آماده‌سازی برای تهام به شوروی، اوایل ماه ژوئن سال ۱۹۴۱ سواحل کانال مانش در فرانسه را ترک کرد و به آلمان بازگشت. جناح چند روز در پایگاه‌های اولیه خود در مانهایم-زانتهوفن و ویسبادن-اربنهایم بود و آماده‌سازی‌های نهایی برای کارزار در شرق را صورت داد.
هنگام آغاز عملیات بارباروسا سه گروه جناح ۵۳ شکاری هر یک به صورت جداگانه و مستقل در بخش متفاوتی از جبهه شرقی عمل می‌کرد.
گروه ۱
ستاد جناح به همراه گروه ۱ به عنوان بخشی از ناوگان دوم هوایی، در بخش مرکزی جبهه بود. این دو روز ۱۴ ژوئن سال ۱۹۴۱ از پایگاه خود در آلمان راهی کشِویتسا در شرق لهستان اشغالی در نزدیکی مرز شوروی در غرب برست-لیتوفسک شدند. در این حال گروه ۴ جناح ۵۱ شکاری هم تحت امر فرماندهی جناح ۵۳ شکاری بود. این یگان‌ها مجموعاً در جناح راست گروه ارتش مرکز بودند. مأموریت آن‌ها پشتیبانی از گروه زرهی ۲ گودریان در حرکت آن در حاشیه شمالی مرداب‌های پریپیات به سمت بابرویسک بود.
بارباروسا هم مانند سایر کارزارهای برق‌آسای ورماخت (بلیتس‌کریگ)، بامداد روز ۲۲ ژوئن سال ۱۹۴۱ با حملات هوایی گسترده به پایگاه‌های هوایی پیشین دشمن آغاز شد. نخستین مأموریت گروه ۱ جناح حفاظت از دسته‌های اشتوکا بود که به ناحیه برست-لیتوفسک حمله می‌بردند. نیروهای شوروی کاملاً غافل‌گیری شدند و هیچ مواجهه هوایی در این موقعیت صورت نگرفت. خلبانان گروه بعداً به صورت پراکنده با جنگنده‌هایی از دشمن برخورد می‌کردند که از حملات اولیه به پایگاهشان گریخته بودند. حدود ظهرگاه نخست موج‌ها از بمب‌افکن‌های بدون محافظت شوروی به سمت خاک آلمان گسیل شدند. مقابله با آن‌ها بسیار آسان بود و ۱۵ مورد از ۱۸ پیروزی هوایی گروه ۱ در روز نخست، از همین بمب‌افکن‌های دو موتوره بود.
روز دوم عملیات نیروی هوایی شوروی به شکل محسوسی از صحنه نبردها غایب بود. ستاد جناح هیچ درگیری را این روز تجربه نکرد و فقط مشغول حمله به ستون‌های نیروی زمینی دشمن بود که به سمت شرق عقب‌نشینی می‌کردند. سرنگون کردن فقط یک بمب‌افکن در این روز نصیب گروه ۱ شد که توسط ستوان یکم بالفاتس، فرمانده گروه انجام گرفت. بالفاتس تنها ۲۴ ساعت بعد در اثر آتش تسلیحات دفاعی آرایشی از بمب‌افکن‌های توپولوف در شمال شرقی برست-لیتوفسک کشته شد. این بار هم ستوان یکم ایگناتس پرستله، فرمانده اسکادران ۲، موقتاً گروه را انتخاب فرمانده بعدی، مدتی هدایت کرد. فرمانده جدید سروان فرانس فون وِرا بود. او در قالب جناح ۳ شکاری در نبرد بریتانیا به اسارت درآمده بود اما توانسته بود از یک اردوگاه اسرا در کانادا فرار کند و از طریق ایالات متحده بی‌طرف، به آلمان بازگردد.
فون ورا از روز ۱ ژوئیه سال ۱۹۴۱ فرماندهی گروه ۱ را در دست گرفت. تا این زمان ستاد جناح و گروه ۱ پشت سر گروه زرهی ۲ حدود ۱۵۰ کیلومتر در خاک شوروی پیش رفته بودند و در بابرویسک قرار داشتند. در این مدت، حین حفاظت از نیروهای گودریان، ۳۰ بمب‌افکن و چند جنگنده نیروی هوایی شوروی سرنگون شدند.
روز ۳۰ ژوئن فون مالتسان دستور گرفت جنگنده‌های خود را از باراناویچی به خوستنّه در جنوب غربی در لهستان اشغالی ببرد. گروه ۱ با این حرکت وارد قسمت جنوبی جبهه شرقی شد و تحت امر ناوگان چهارم هوایی لوفت‌وافه قرار گرفت. این‌جا هم مأموریت آن حفاظت هوایی از پیشروی نیروهای زرهی بود. این نیرو گروه زرهی ۱ فون کلایست بود که به سمت کی‌یف، پایتخت اوکراین می‌رفت.
شمار پیروزی‌های گروه ۱ با عمل در جنوب خط مقدم به شکل پرسرعتی افزایش یافت. گروه گروه ۱ تا پایان ماه ژوئیه بیش از ۱۳۰ فروند از هواگردهای شوروی را سرنگون کرد. تلفات گروه در این مدت تنها شامل یک کشته، دو مفقود، یک اسیر و چند زخمی بود. سرگرد فون مالتسان، فرمانده جناح بشخصه در عرض مدت زمانی کمتر از یک ماه ۲۴ پیروزی هوایی دیگر به کارنامه خود افزود و با مجموع ۴۲ پیروزی، به عنوان نخستین فرد در جناح، روز ۲۴ ژوئیه سال ۱۹۴۱ برگ‌های بلوط صلیب شوالیه را در ولفس‌شانتسه از دست آدولف هیتلر، پیشوای رایش آلمان دریافت کرد.
در این زمان ستاد جناح و گروه ۱ از پایگاه بیِلایا-زیرکوف در ۸۰ کیلومتری جنوب کی‌یف عمل می‌کردند. اوایل ماه اوت دستور گرفتند هواگردهای ب‌اف ۱۰۹اف خود را تحویل جناح ۳ شکاری در همان پایگاه بدهند و با قطار به پایگاه اصلی خود در مانهایم-زانتهوفن در آلمان بازگردند تا به مدل جدید ب‌اف ۱۰۹اف-۴ باز تجهیز شوند.
گروه ۲
گروه ۲ برای مشارکت در عملیات بارباروسا به پروس شرقی در قسمت شمالی خط مقدم فرستاده شد. البته تنها دو اسکادران از آن به آن‌جا رفت؛ اسکادران ۶ برای دفاع از سواحل دریای شمال از این گروه جدا شد.
گروه ۲ تحت امر جناح ۵۴ شکاری در ناوگان یکم هوایی لوفت‌وافه، از پایگاه نویزیدل در نزدیکی مرز لیتوانی شوروی عمل می‌کرد. دقایقی پیش از با آغاز عملیات، جنگنده‌های گروه ۲ وارد آسمان لیتوانی شدند اما مواجهه‌ای صورت نگرفت. سه ساعت بعد گزارشی از آرایش بمب‌افکن‌های توپولف اس‌بی-۲ دریافت شد. خلبانان گروه هنگام بازگشت این بمب‌افکن‌ها به آن‌ها رسیدند و شش فروند از آن‌ها را سرنگون کردند. در این درگیری آتش دفاعی بمب‌افکن‌ها آسیب جدی به هواگرد سروان فون برتنوتس، فرمانده گروه وارد آورد و او را زخمی کرد. فون برتنوتس وادار به فرود در پشت خط دشمن شد. مردم محلی او را یافتند و تا هنگام رسیدن نیروهای آلمانی در چهار روز بعد، از او مراقبت کردند. به هر صورت تا این زمان زخم‌های فون برتنوتس عفونت کرده بودند. او را بلافاصله برای درمان به آلمان بازگرداندند اما روز ۲۷ ژوئن در بیمارستان درگذشت. بدین شکل فون برتنونتس دومین فرمانده گروه در جناح ۵۳ شکاری بود که در هفته‌های آغازین عملیات بارباروسا کشته می‌شد و هر دوی آن‌ها هنگام حمله به بمب‌افکن‌های توپولف دچار این سرنوشت شدند.
سروان والتر اشپیس، یکی از اعضای دسته ستاد جناح، بلافاصله جایگزین فون برتنونتس در فرماندهی گروه ۲ شد. دو اسکادران ۴ و ۵ گروه ۲ تا عصر روز ۲۲ ژوئن پنج بمب‌افکن دیگر را هم سرنگون کردند تا شمار پیروزی‌های هوایی گروه در این روز به ۱۷ مورد برسد.
با پیشروی گروه ۲ همراه با نیروهای زمینی در اراضی منطقه بالتیک به سمت شمال شرقی، بمب‌افکن‌های توپولف همچنان هدف اصلی خلبانان گروه ۲ بودند. در ابتدا بیشتر وقت صرف گشت‌زنی آزاد در سواحل دریای بالتیک می‌شد. گروه ۲ از اواخر ماه ژوئن، با استقرار در کرویتسبرک در ۱۲۰ کیلومتری شرق ریگا، پایتخت لتونی، در کنار یگان‌های جناح ۵۴ شکاری، به شکل مستقیم‌تری مشغول پشتیبانی از نیروهای زمینی بود که بیشتر حول پیشروی پرسرعت گروه زرهی ۴ هوپنر به سمت لنینگراد بود. اسکادران‌های گروه ۲ با سرعت زیاد سرنیزه زرهی ورماخت را در ورود به خاک روسیه از استونی از راه جنوب دریاچه پیپوس، همراهی می‌کردند. علاوه بر حفاظت از نیروی زمینی در مقابل بمب‌افکن‌های دشمن، ماموریت‌های پوششی برای حملات بمب‌افکن‌ها و اشتوکاهای ناوگان یکم هوایی لوفت‌وافه نیز انجام می‌شد. تعداد زیادی پیروزی هوایی در این مدت نصیب گروه ۲ شد که گاهی به ۹ یا ۱۰ مورد در روز می‌رسید. در این حال پس از کشته شدن فون برتنوتس که هنگام مرگ ۳۲ پیروزی در کارنامه داشت، پیروزی‌های کسب شده به شکل متوازنی بین خلبانان جناح پخش بود و هیچ‌کسی به صورت خاصی بر دیگران از این منظر برتری نداشت.
حضور در کارزار شرق به شکل غیرقابل اجتنابی موجب فرسایش تجهیزات گروه ۲ شد. بدین ترتیب درحالی‌که حدوداً نیمی از هواگردهای آن در حالت عملیاتی بودند، این گروه روز ۱۹ ژوئیه دستور به بازگشت به استونی و از آن‌جا به پروس شرقی گرفت تا هواگردهای مدل جدید ب‌اف ۱۰۹اف-۴ باز تجهیز شود. گروه ۲ تا این هنگام از این کارزار ۸۳ پیروزی هوایی کسب کرده بود. بیشتر این پیروزی‌ها با سرنگون کردن موج‌های خودکشی‌گونه بمب‌افکن‌های بدون حفاظت شوروی به دست آمد و تنها کمتر از ۱۰ جنگنده بین این شمار بود.
هنگامی که گروه ۲ میانه ماه اوت دوباره به جبهه شرقی بازگشت، نیروهای زمینی به حومه بیرونی لنینگراد رسیده بودند. گروه در پایگاه‌هایی در جنوب لنینگراد مستقر شد. در این زمان دیگر توان هوایی دشمن رو به افزایش بود و تجهیزات منسوخ آن رفته‌رفته با نمونه‌های جدید جایگزین می‌شد. خلبانان اسکادران ۵ روز ۸ سپتامبر برای نخستین بار سه هواگرد تهاجمی ایل-۲ اشتورمویک را سرنگون کردند. به هر صورت هواگردهای ب‌اف ۱۰۹ لوفت‌وافه همچنان برتری زیادی بر رقبای خود در نیروی هوایی شوروی داشت و با تحمل کم‌ترین مقدار تلفات، بیشترین خسارت را به آن‌ها می‌شد. گروه ۲ در طول هفت هفته‌ای که در جبهه لنینگراد بود تنها سه خلبان خود را از دست داد. یکی از آن‌ها در درگیری نزدیک هوایی، یکی دیگر با آتش ضدهوایی و سومی در اثر حادثه در هنگام برخاستن کشته شدند. استوار دوم اشتفان لیتیِنس از اسکادران ۴ هم هنگام مأموریت پوشش اشتوکاها روز ۱۱ سپتامبر توسط یک جنگنده آی-۱۶ دشمن به شدت زخمی شد. او بر فراز اراضی خودی از هواگرد بیرون پرید. او را به سرعت به بیمارستانی در ریگا بردند اما به هر شکل امکان حفظ بینایی چشم راست نبود. لیتیِنس پیش از این ۲۳ پیزوی هوایی در کارنامه داشت.
دو خلبان دیگر گروه ۲ هم در قسمت شمالی جبهه شرقی شمار پیروزی‌های هوایی خود را به بیش از ۲۰ مورد رساند. این‌ها یکی ستوان یکم گرهارت میشالسکی، آجودان گروه با ۲۲ و دیگری ستوان یکم کورت برِندْله، فرمانده اسکادران ۵ با ۲۹ پیروزی هوایی بودند. حدود یک سال پیش از این ۲۰ پیروزی هوایی تقریباً به صورت قطع نشان صلیب شوالیه را برای خلبانان به ارمغان می‌آورد؛ با این حال همین افزایش بسیار زیاد شمار پیروزی‌های هوایی سبب شد استانداردها برای اعطای چنین نشان‌هایی افزایش یابد. بدین شکل هنگامی که گروه ۲ جناح روز ۶ اکتبر سال ۱۹۴۱ برای بار دوم و آخرین بار به آلمان بازگشت، هیچ‌یک از خلبانان آن نشان صلیب شوالیه را نداشتند.
گروه ۳
گروه ۳ روز ۱۲ ژوئن سال ۱۹۴۱ پایگاه خود در ویسبادن-اربنهایم را ترک کرد و همانند گروه ۱، راهی بخش مرکزی جبهه شرقی شد. با این حال در سوبولوو در منتهی الیه جناح چپ گروه ارتش مرکز، در نزدیکی مرز با گروه ارتش شمال، قرار گرفت.
گروه ۳ به همراه گروه ۲، در آغاز عملیات بارباروسا تحت امر جناح ۲۷ شکاری بود. خلبانان گروه ۳ در حمله ارتفاع پایین به پایگاه‌های هوایی خط مقدم شوروی مشارکت داشتند و چندین ماموریت حفاظت از اشتوکاها را نیز به انجام رساندند. گروه ۳ با سرنگون کردن ۳۶ هواگرد در روز نخست، بهترین گروه در میان تمامی گروه‌های شکاری ظاهر در جبهه شرقی بود. علاوه بر این ۲۸ هواگرد هم بر روی زمین منهدم شدند. همه این‌ها تنها به قیمت دو جنگنده گروه بود که هنگام فرود اضطراری از بین رفتند.
با این وجود، در دو روز بعدی حضور دشمن در آسمان بسیار کم رنگ بود و گروه ۳ در این روزها حتی یک پیروزی هم کسب نکرد.
گروه ۳ روز ۲۵ ژوئن، یک روز پس از تصرف ویلنیوس، به این شهر در لیتوانی در اراضی داخلی‌تر شوروی منتقل شد. خلبانان گروه ضمن ماموریت‌های تهاجم زمینی و پوشش بمب‌افکن‌ها، از پیشروی سرنیزه گروه زرهی ۳ هوت نیز به سمت مینسک، پایتخت بلاروس پشتیبانی می‌کرد. گروه ۳ تا روز ۲۷ ژوئن که محاصره منطقه مینسک تکمیل شد، ۵۶ پیروزی هوایی دیگر بر هواگردهای شوروی کسب کردند. در جریان مراحل اولیه نبرد برای پاکسازی منطقه در محاصره، خلبانان گروه ۳ نواحی شمالی و شرقی مینسک را گشت می‌زدند تا از نیروهای زمینی در برابر حملات بمب‌افکن‌های شوروی محافظت کنند که قصد گشودن راهی برای یگان‌های در محاصره ارتش سرخ داشتند. توان گروه ۳ جناح ۵۳ شکاری با الحاق گروه ۲ جناح ۵۲ به آن تقویت و بدین ترتیب «گروه شکاری ویلکه» تشکیل شد. این یگان موقت تا روز ۱ ژوئیه مجموعاً ۳۶ بمب‌افکن ایلیوشین دی‌بی-۳ و چندین جنگنده و انواع دیگر از هواگردها را سرنگون کرد.
ستوان دوم اریش اشمیت از اسکادران ۹ جناح روز ۴ ژوئیه سال ۱۹۴۱ یک جنگنده آی-۱۶ شوروی را سرنگون کرد و شمار پیروزی‌های هوایی خود را به ۳۰ مورد رساند. نوزده روز بعد نشان صلیب شوالیه، به عنوان پنجمین فرد در جناح و دومین فرد گروه ۳، بدین جهت، از دست سپهبد ولفرام فون ریشتوفن، فرمانده سپاه ۸ هوایی، به او اعطا شد.
در میانه نبرد منطقه مینسک گروه زرهی ۳ پیشروی پرسرعت به سمت شرق این بار جهت ناحیه اسمولنسک را از سر گرفت. گروه ۳ نیز هم‌پای یگان‌های زرهی در عمل خاک شوروی پیش می‌رفت. این گروه ابتدا روز ۶ ژوئیه در لیپیل در جنوب شرقی ویتبسک و سپس در پایان ماه در موژنا در شمال شرقی اسمولنسک مستقر شد. جنگنده‌های گروه غالباً تنها چند ساعت پس از تصرف پایگاه‌های هوایی توسط نیروی زمینی، وارد آن‌ها می‌شدند. مقاومت هوایی شوروی به شکل روزافزونی در میانه ماه ژوئیه افزایش می‌یافت. نتیجتاً تعداد پیروزی‌های هوایی گروه ۳ هم با سرعت زیاد می‌شد. تنها در دو روز ۲۶ و ۲۷ ژوئیه ۳۶ هواگرد شوروی قربانی خلبانان گروه شدند. تمامی این شمار جز چهار مورد، بمب‌افکن‌های دو موتوره بودند.
ستاد جناح ۲۷ شکاری به همراه گروه ۲ جناح ۵۲ شکاری، روز ۲ اوت جدا و به جبهه لنینگراد منتقل شدند. گروه ۳ همچنان در بخش مرکزی جبهه شرقی باقی ماند و هم‌اینک بخشی از «گروه شکاری هاگِن» بود. این یگان نام خود را از سرگرد والتر هاگن، فرمانده گروه ۱ بمب‌افکن شیرجه‌ای گرفته بود و هدف از تشکیل آن پشتیبانی از حمله پیش روی ارتش نهم به شهر ولیکیه لوکی، بر سر راه شمالی به سمت مسکو، بود.
سروان دیتریش ویلکه، فرمانده گروه ۳ سه روز پیش از پیوستن به گروه جدید و ستوان یکم هربرت شرام از اسکادران ۸ جناح سه روز پس از آن، هر یک پیروزی‌های خودشان را به ۲۵ مورد رساندند تا متعاقباً بدین جهت روز ۶ اوت سال ۱۹۴۱ نشان صلیب شوالیه را از دست فیلدمارشال آلبرت کسلرینگ، فرمانده ناوگان دوم هوایی دریافت کنند. این دو ششمین و هفتمین نفر در جناح ۵۳ شکاری و همچنین دومین و سومین فرد در گروه ۳ این جناح بودند که این نشان به آن‌ها اعطا می‌شد.
گروه ۳ بیشتر ماه اوت را صرف پشتیبانی از نبردهای اطراف ولیکیه لوکی کرد. به هر شکل شش هفته عملیات رزمی مداوم توان گروه را کاهش داده بود. مشکلات تدارکاتی و نرسیدن قطعات یدکی سبب شد در حدود نیمه ماه اوت دیگر هیچ هواگرد فعالی در این گروه باقی نماند. به هر صورت شرایطی به آرامی بهتر شد و گروه ۳ در هفته پایانی ماه اوت، درحالی‌که با نصف توان سازمانی عمل می‌کرد، توانست بیش از ۵۰ هواگرد شوروی را سرنگون کند. ستوان یکم فرانتس گوتس، فرمانده اسکادران ۹ روز ۳۱ اوت به بیست‌وپنجمین پیروزی خود دست یافت. البته همان روز ستوان دوم اریش اشمیت از همان اسکادران ۹ که کمتر از یک ماه پیش نشان صلیب شوالیه را دریافت کرده بود، هنگام حمله به یک پایگاه هوایی دشمن در شرق ولیکیه لوکی در اثر آتش ضدهوایی از دست رفت. البته ستوان یکم یوزف کرونشنابل، هم‌بال اشمیت در این موقعیت، دید که او از هواگرد بیرون پرید و با سلامت روی زمین آمد اما بعداً هیچ خبری از او نشد و مفقودالاثر تلقی گردید. اشمیت در این هنگام با ۴۷ پیروزی هوایی، بهترین خلبان گروه ۳ بود.
گروه ۳ روز ۵ سپتامبر دستور گرفت به اوسیاکی در قسمت جنوب خط مقدم برود. این گروه با جدا شدن از گروه هاگن، این‌جا تحت امر سپاه ۵ هوایی بود که عمدتاً متشکل از نیروی بمب‌افکن بود. گروه ۳ در ابتدا مشغول گشت‌زنی آزاد در پشتیبانی از سرنیزه‌های زرهی گروه زرهی ۱ شد که به سمت کی‌یف در جنوب شرقی می‌رفت. خلبانان گروه ۳ در طول ماه سپتامبر به شدت درگیر عملیات‌های ناحیه کی‌یف شدند. نقش آن‌ها عموماً محافظت از بمب‌افکن‌ها و اشتوکاها بود که به تمرکز نیروها و ادوات دشمن را درون منطقه در محاصره حمله می‌کردند. گاهی هم خود به ستون‌های کامیون‌های تدارکاتی یا نفرات دشمن حمله می‌بردند. شمار پیروزی‌های هوایی گروه ۳ همچنان قابل توجه بود و در عرض سه هفته در دیگری‌های اطراف کی‌یف به ۶۰ مورد رسید. ستوان یکم فریدریش-کارل مولر از دسته ستاد گروه روز ۱۴ سپتامبر، به عنوان هشتمین نفر در جناح، نشان صلیب شوالیه را دریافت کرد. این چهارمین نشان صلیب شوالیه گروه ۳ بود که در عرض کم‌تر از دو هفته نصیب آن می‌شد. اعطای این نشان به مولر که در این هنگام تنها ۲۰ پیروزی هوایی داشت، برای این زمان از جنگ غیرمعمول بود. در این زمان دست کم چهار نفر در گروه ۳ بودند که بیش از ۲۰ پیروزی داشتند. این که چرا مولر بدین منظور انتخاب شد روشن نیست.
گروه ۳ در آخرین حرکت خود در جبهه شرقی، روز ۱۶ سپتامبر به کونوتوپ در حدود ۵۰ کیلومتری شمال شرقی محاصره ناحیه کی‌یف، رفت. این‌جا هم حدود ۲۰ پیروزی هوایی عاید این گروه شد تا مجموع پیروزی‌های آن بر نیروی هوایی شوروی به ۳۷۵ مورد برسد. در طرف مقابل در تمام این مدت فقط چهار تن از خلبانان گروه کشته، مفقود یا اسیر شدند.
گروه ۳ روز ۴ اکتبر سال ۱۹۴۱ دستور به بازگشت به آلمان گرفت.

### عمل گروه جایگزینی
در همین حال اسکادران ۱ گروه جایگزینی در پایگاه‌های مختلفی در ساحل کانال مانش و خلیج بیسکی گردش می‌کرد تا خلبانان جدید تجربه کسب کنند. گروه جایگزینی روز ۱۶ فوریه نخستین پیروزی خود را با سرنگون کردن یک بمب‌افکن بریتانیایی بلنهیم در دهانه رود سم به دست آورد. پنج ماه بعد دومین پیروزی این گروه هم با سرنگون کردن یک بمب‌افکن بریتانیایی دیگر حاصل شد.
جنگنده‌های ب‌اف ۱۰۹ایی اسکادران ۲ گروه جایگزینی به خلبانی درجه‌داران با تجربه روز ۲۴ ژوئیه سال ۱۹۴۱ گروهی بمب‌افکن‌های سنگین بریتانیایی هالیفکس را رهگیری کردند که قصد بمباران پایگاه دریایی لا پالیس در خلیج بیسکی را داشتند. در درگیری که بیش از نیم ساعت به طول انجامید شش بمب‌افکن سرنگون شدند و به تمامی دیگر بمب‌افکن‌ها آسیب وارد آمد. در مقابل تنها یک جنگنده ب‌اف ۱۰۹ایی از دست رفت که البته خلبان آن هم بیرون پرید نجات یافت.
گروه جایگزینی نیمه دوم ماه اکتبر از فرانسه به آلمان بازگشت. دو اسکادران آن سه ماه بعدی را در پایگاه دوسلدورف-لوهاوزن مشغول فعالیت آموزشی بودند. اوایل سال ۱۹۴۲ سازمان آموزش لوفت‌وافه دگرگون و گروه جایگزینی جناح ۵۳ شکاری منحل شد. تنها اسکادران ۲ این گروه برای جناح ۵۳ شکاری باقی ماند که با عمل تحت امر یگان جدید موسوم به «گروه جایگزینی شکاری جنوب»، برای آن جدید تأمین می‌کرد. ستاد گروه و اسکادران ۱ جایگزینی با مهارت عملیاتی که کسب کرده بودند، به ترتیب به ستاد جناح ۴ شکاری و اسکادران ۱ جناح ۳ شکاری تبدیل شدند.

### دفاع از رایش
در ابتدا، درحالی‌که بیشتر یگان‌های جناح ۵۳ شکاری در جبهه شرقی بودند، تنها اسکادران ۶ آن از گروه ۲، به فرماندهی ستوان یکم اوتو بونر در آلمان در کار دفاع از حریم هوایی بدنه اصلی خاک کشور مشارکت می‌کرد. این اسکادران نخست در یفر در نزدیکی ساحل دریای شمال مستقر بود و تحت امر ستاد جناح ۱ شکاری عمل می‌کرد. به هر صورت این قسمت شاهد درگیری‌های رزمی زیادی در روشنایی روز نبود و تنها نیروی هوایی بریتانیا حملات شبانه‌ای علیه بندرهای آلمان انجام می‌داد. بدین ترتیب اسکادران ۶ هفته سوم ماه ژوئن سال ۱۹۴۱ به دوبرنیتس در نزدیکی برلین منتقل شد. البته اوایل ماه بعد دوباره به ساحل دریای شمال بازگشت. هم‌اینک در وسترلانت در جزیره زیلت در منتهی الیه شمالی خاک آلمان جای گرفت و تا اواخر ماه اوت آن‌جا بود.
اسکادران ۶ روز ۲۱ اوت به کاتویک در ساحل هلند فرستاده شد. این یگان در این موقعیت در برد عملیاتی نیروی هوایی بریتانیا قرار گرفت. خلبانان اسکادران یک هفته بعد با تعدادی از بمب‌افکن‌های بلنهیم درگیر شدند که در ارتفاع پایین به کشتی‌رانی در بارانداز روتردام حمله می‌کردند. هفت فروند از هواگردهای دشمن سرنگون شدند. علاوه بر این دو جنگنده محافظ اسپیت‌فایر هم از بین رفتند.
اسکادران ۶ روز ۴ سپتامبر اندکی به شمال رفت و در برخن آن سی در همان هلند جای گرفت. در طول این ماه دو پیروزی دیگر علیه نیروی هوایی بریتانیا، یک جنگنده و یک بمب‌افکن، به کارنامه آن افزوده شد.
در این زمان بود که نخستین یگان‌های جناح ۵۳ شکاری که از جبهه شرقی بازگشته بودند به اسکادران ۶ در هلند پیوستند. بدین شکل ستاد جناح و گروه ۱ به کاتویک منتقل شدند. اسکادران ۲ در ابتدا در هامستده قرار گرفت و سپس به فلیسینگن رفت تا از پای‌رود ماس و اسخلده مراقبت کند.
اسکادران‌های ۴ و ۵ گروه ۲ در بازگشت از جبهه لنینگراد، یک توقف کوتاه دو روزه در اینستربورگ در پروس شرقی داشتند و سپس آن‌ها هم به اوایل ماه اکتبر به هلند رفتند؛ البته در ابتدا به اسکادران ۶ گروه در برخن آن سی نپیوستند و یک ماه در لیوواردن در شمال هلند بودند.
گروه ۲ در ماه اکتبر مجموعاً ۵ پیروزی هوایی کسب کرد. در این موارد اسکادران ۶ یک بمب‌افکن ویتلی را روز ۱۱ اکتبر هنگام بازگشت آن از حمله شبانه به اسن در سواحل هلند سرنگون کرد و اسکادران ۴ هم ۲۷ اکتبر چهار بمب‌افکن بلنهیم را در میانه حمله آن‌ها به یک کاروان ساحلی در نزدیکی جزیره تسل از میان برد.
در این حال، گروه ۱ روز ۲۱ اکتبر یک بلنهیم ضدکشتی را در نزدیکی کاتویک و یک جنگنده اسپیت‌فایر را سه روز بعد سرنگون کرد. گروه ۱ روز ۲۵ اکتبر متحمل دو تلفات شد. یکی از آن‌ها خلبانی از اسکادران ۲ در دیگری با جنگنده‌های اسپیت‌فایر در نزدیکی فلیسینگن و دیگری سروان فرانتس فون ورا، فرمانده گروه در نزدیکی کاتویک بود. مرگ فون ورا احتمالاً در اثر از کار افتادن موتور هواگرد او بود؛ چرا که هیچ آتش‌سوزی یا آسیبی در هواگرد مشاهده نشد. سروان هربرت کامینسکی، دارنده صلیب شوالیه و خلبان پیشین جنگنده سنگین در ستاد بازرس کل نیروی شکاری، روز ۱ نوامبر جای فون ورا را در فرماندهی گروه ۱ گرفت.
گروه ۳ جناح ۵۳ شکاری هم در نهایت به مناطق غربی رسید. این گروه روز ۸ نوامبر در هوزوم در شلسویک-هولشتاین قرار گرفت و تحت امر ستاد جناح ۱ شکاری بود. به هر صورت گروه ۳ تنها پس شش روز به مانهایم بازگردانده شد و تا آماده انتقال مهم دیگری شود.

## فرماندهان
جناح
- سرهنگ دوم ورنر یونک: ۱ مه ۱۹۳۹–۳۰ سپتامبر ۱۹۳۹
- سرهنگ هانس کلاین: ۱ اکتبر ۱۹۳۹–۳۱ دسامبر ۱۹۳۹
- سرگرد هانس-یورگن فون کرامون-تاوبادل: ۱ ژانویه ۱۹۴۰–۳۰ سپتامبر ۱۹۴۰
- سرگرد گونتر فون مالتسان: ۱ اکتبر ۱۹۴۰–۴ اکتبر ۱۹۴۳

گروه ۱
- سروان لوتار فون یانسون: ۱ مه ۱۹۳۹–۳۰ ژوئن ۱۹۴۰
- سروان آلبرت بلومنزات: ۱ ژوئیه ۱۹۴۰–۲۵ اوت ۱۹۴۰
- سروان هانس-کارل مایر: ۱ سپتامبر ۱۹۴۰–۱۷ اکتبر ۱۹۴۰ †
- ستوان یکم ایگناتس پرستله: اکتبر ۱۹۴۰ (موقت)
- سروان هانس-هاینریش بروستلینگ: اکتبر ۱۹۴۰–۳۱ مه ۱۹۴۱
- ستوان یکم ویلفریت بالفاتس: ۱ ژوئن ۱۹۴۱–۲۴ ژوئن ۱۹۴۱ †
- سروان فرانتس فون ورا: ژوئیه ۱۹۴۱–۲۵ اکتبر ۱۹۴۱ †
- سروان هربرت کامینسکی: ۱ نوامبر ۱۹۴۱–۲۴ ژوئیه ۱۹۴۲

گروه ۲
- سرگرد هوبرت مرهارت فون برنک: ۱ مه ۱۹۳۹–۱۸ اوت ۱۹۳۹
- سروان گونر فون ماتسان: ۱۹ اوت ۱۹۳۹–۸ اکتبر ۱۹۴۰
- سروان هاینتس برتنوتس: ۹ اکتبر ۱۹۴۰–۲۷ ژوئن ۱۹۴۱ †
- سروان والتر اشپیس: ژوئن ۱۹۴۱ - ژوئیه ۱۹۴۲

گروه ۳
- سروان ورنر مولدرس: ۳ اکتبر ۱۹۳۹–۵ ژوئن ۱۹۴۰
- سروان رولف پینگل: ژوئن ۱۹۴۰ (موقت)
- سروان هارو هاردر: ژوئیه ۱۹۴۰–۱۲ اوت ۱۹۴۰
- سرگرد ولف-دیتریش ویلکه: ۱۳ اون ۱۹۴۰–۱۸ مه ۱۹۴۲

## دریافت کنندگان صلیب شوالیه
(یگان فرماندهی - پیروزی هوایی هنگام دریافت نشان)
- ورنر مولدرس: ۲۹ مه ۱۹۴۰ - گروه ۳–۲۰ پیروزی
- هانس-کارل مایر: ۳ سپتامبر ۱۹۴۰ - گروه ۱–۲۰ پیروزی
- هاینتس برتنوتس: ۲۲ اکتبر ۱۹۴۰ - گروه ۲–۲۰ پیروزی
- گونتر فون مالتسان: ۳۰ دسامبر ۱۹۴۰ - کل جناح - ۱۳ پیروزی
- اریش اشمیت: ۲۳ ژوئیه ۱۹۴۱ - از اسکادران ۹–۳۰ پیروزی
- دیتریش ویلکه: ۶ اوت ۱۹۴۱ - گروه ۳–۲۵ پیروزی
- هربرت شرام: ۶ اوت ۱۹۴۱ - از اسکادران ۸–۲۵ پیروزی
- فریدریش-کارل مولر: ۱۴ سپتامبر ۱۹۴۱ - از دسته ستاد گروه ۳–۲۰ پیروزی

برگ‌های بلوط صلیب شوالیه
- گونتر فون مالتسان: ۲۴ ژوئیه ۱۹۴۱ - کل جناح - ۴۲ پیروزی